# Ludwig Müller (inżynier wojskowy)

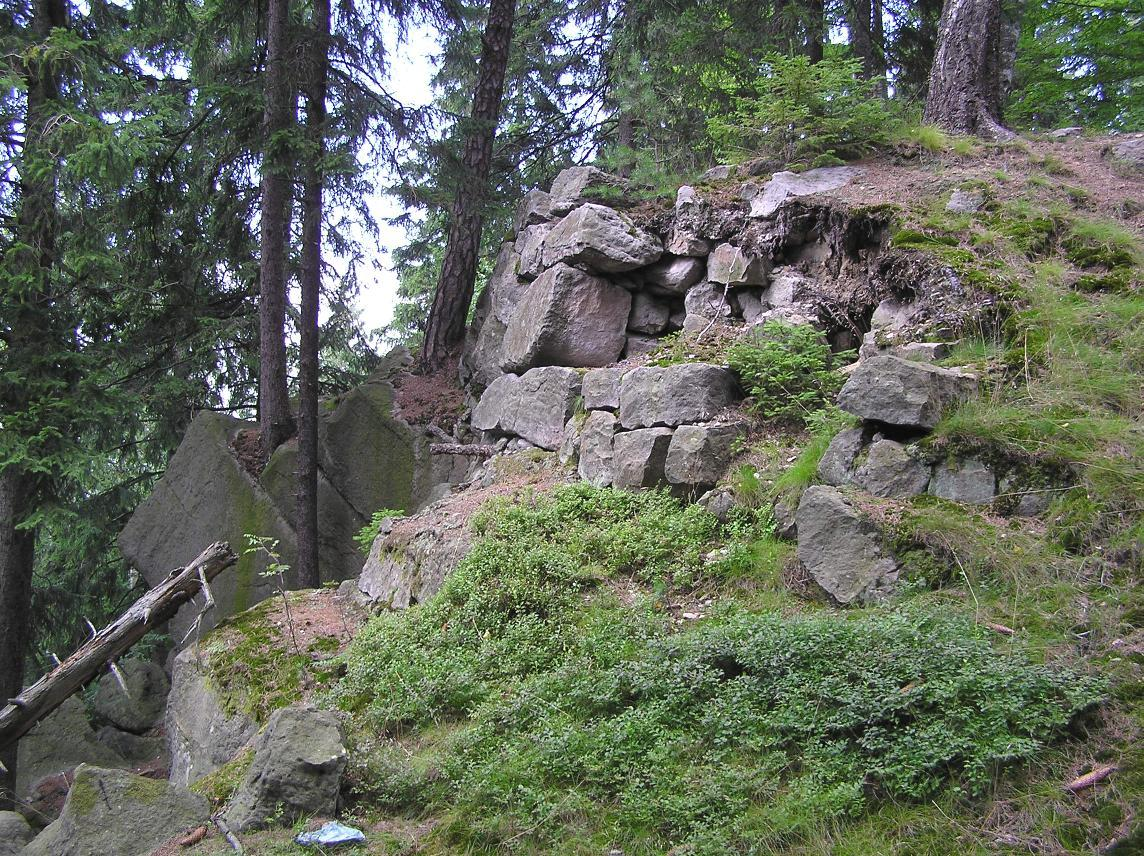
Pozostałości Fortu Fryderyka zaprojektowanego przez kpt. inż. Ludwiga Müllera

Ludwig Müller (ur. 1734 w Prignitz, zm. 12 czerwca 1804 w Poczdamie) – pruski inżynier wojskowy w stopniu kapitana. Jego talent dostrzegł książę Henryk Pruski dając mu posadę w korpusie inżynierii. Uczestniczył w wojnach śląskich i wojnie o sukcesję bawarską, gdzie brał udział w wielu bitwach: pod Lowosicami, Pragą, Kolinem, Rossbach, Lutynią, Sarbinowem oraz oblężeniu Wrocławia, lecz w 1759 dostał się do niewoli. W 1760 otrzymał patent porucznika. Od 1763 fortyfikował Prusy Zachodnie, w tym twierdzę Grudziądz.
Müller od 1779 pozostał w garnizonie w Poczdamie, gdzie został wykładowcą w Ingenieurakademie, szkole inżynierów wojskowych, której pierwszym komendantem był mjr Bonaventura von Rauch, ojciec gen. Gustava von Raucha. Tu w 1782 opublikował dzieło Verschanzungskunst auf Winterpostierungen (Sztuka fortyfikacji na posterunkach zimowych), następnie bez zezwolenia króla komplet map z bitew wojny siedmioletniej z uwagami o fortyfikowaniu stanowisk na polu bitwy.
Na przełomie 1792/1793, dla zabezpieczenia ziemi kłodzkiej przed podobnym do tego z okresu wojny o sukcesję bawarską w 1779 atakiem Austriaków, powierzono mu zaprojektowanie i budowę linii fortów pod nadzorem majora von Assmanna. Korzystając z zapisków J.G. Tielkego, który wykorzystał raport naocznego świadka z obrony zaprojektowanego przez inżyniera porucznika Wolffa Fortu w Szalejowie Górnym do oceny jego umocnień i wyciągnięcia wniosków teoretycznych, zaprojektował pięć fortów i baterii na ziemi kłodzkiej, od Baterii nad Pasterką poczynając, przez Fort Karola, Fort na Szczytniku nad Szczytną, Fort Fryderyka koło Kamiennej Góry do Fortu Wilhelma. Sam z Bystrzycy Kłodzkiej nadzorował budowę dwóch ostatnich.
Przez 50 lat pozostawał w armii pruskiej, szkoląc przyszłych inżynierów wojskowych. W 1801 został awansowany do stopnia majora.